# Osečenica
Osečenica (cyr. Осеченица) – wieś w Serbii, w okręgu kolubarskim, w gminie Mionica. W 2011 roku liczyła 710 mieszkańców.